# Idioma kalhíphona
El caribe insular, también conocido como iñeri (escrito también Igneri o Inyieri), es una lengua arawak del grupo caribeño hablada en las Antillas Menores y relacionada filogenéticamente con el taíno de las Antillas Mayores. Se extinguió definitivamente hacia 1920, aunque sobrevive una lengua descendiente de esta, el garífuna, que también es la lengua arawak con más hablantes.
A pesar de su nombre, no es una lengua de la familia caribe, sino de la familia arawak. Poco antes de la llegada de los europeos, algunos pueblos belicosos con lenguas de la familia caribe habían conquistado militarmente a los arawak de muchas islas. Estos arawak estaban emparentados con los taínos y los palikur. Los caribes mataron a la mayor parte de los hombres de ascendencia arawak y tomaron por esposas a las mujeres arawak sobrevivientes. Los hijos de la siguiente generación crecieron con sus madres hablando la lengua arawak, y sólo a partir de la adolescencia aprendían la lengua de los caribes. Cuando los misioneros europeos describieron la sociedad de las Antillas Menores en el siglo XVI registraron dos lenguas no relacionadas, una lengua caribe hablada por los hombres adultos y una lengua arawak hablada por las mujeres y los niños pequeños. Sin embargo, el caribe de los hombres retuvo muchas características sintácticas típicas del arawak, y a su vez las variedades de arawak estaban fuertemente influidas por el caribe. Por esa razón se definió al caribe insular o iñeri como una lengua mixta o una forma de arawak relexificada desde el caribe. En el moderno garífuna, evolucionado a partir del iñeri, sólo subsisten un puñado de términos de la familia caribe, predominando el léxico arawak (aunque el término kalhípona deriva del caribe *kariphona, 'hombre').